# IPSC Österreich Nationale Meisterschaften
IPSC Österreich Nationale Meisterschaften sind IPSC-Level-3-Meisterschaften, die einmal im Jahr vom Österreichischen Verband für Praktisches Schießen ausgetragen werden.
Die IPSC-Region Österreich ist der regionale Verband der International Practical Shooting Confederation, kurz IPSC genannt. Er ist Mitglied des ASF – Austria Sportschützen Fachverbands.

## Meister
Die folgenden Tabellen enthalten die früheren und aktuellen Meister.

### Allgemeine Kategorie
| Jahr | Division         | Gold                  | Silber                   | Bronze                | Austragungsort                      |
| ---- | ---------------- | --------------------- | ------------------------ | --------------------- | ----------------------------------- |
| 1990 | Open             | Peter Paul Ploner     |                          |                       |                                     |
| 1991 | Open             | Hans Silbitzer        |                          |                       |                                     |
| 1992 | Open             | Peter Paul Ploner     | Walter Pöchhacker        | Andreas Stettin       | SGW Leobersdorf                     |
| 1993 | Open             | Peter Paul Ploner     |                          |                       |                                     |
| 1994 | Open             | Roland Kraushofer     | Norbert Mühlbacher       | Günter Weber          |                                     |
| 1994 | Standard         | Josef Hippesroither   | Franz Michael Pratschner | Leopold Kuntner       |                                     |
| 1995 | Open             | Julius Zsinka         |                          |                       |                                     |
| 1995 | Standard         | Peter Bauer           | Friedrich Ziebart        | Thomas Birner         |                                     |
| 1996 | Open             | Peter Paul Ploner     |                          |                       |                                     |
| 1996 | Standard         | Peter Bauer           | Andreas Stettin          | Rudolf Waldinger      |                                     |
| 1997 | Open             | Andreas Schwab        | Franz Volk               |                       | SGW Leobersdorf                     |
| 1997 | Standard         | Peter Bauer           | Thomas Hinterberger      | Franz Volk            | SGW Leobersdorf                     |
| 1998 | Open             | Gerhard Heimburger    |                          |                       |                                     |
| 1998 | Standard         | Friedrich Ziebart     |                          |                       |                                     |
| 1999 | Open             | Günter Weber          |                          |                       |                                     |
| 1999 | Standard         | Heinrich Maier        |                          |                       |                                     |
| 2000 | Open             | Günter Weber          |                          |                       |                                     |
| 2000 | Standard         | Andreas Stettin       |                          |                       |                                     |
| 2001 | Open             | Günter Weber          |                          |                       |                                     |
| 2001 | Standard         | Gernot Sieber         | Heinrich Maier           | Remo Kaufmann         |                                     |
| 2002 | Open             | Günter Weber          |                          |                       |                                     |
| 2002 | Standard         | Hermann Kirchweger    |                          |                       |                                     |
| 2003 | Open             | Franz Volk            |                          |                       |                                     |
| 2003 | Standard         | Robert Pichler        |                          |                       |                                     |
| 2004 | Open             | Andreas Stettin       | Günter Weber             | Alexander Volk        |                                     |
| 2004 | Standard         | Hermann Kirchweger    | Franz Volk               | Stefan Habisch        |                                     |
| 2004 | Revolver         | Hermann Kirchweger    | Martin Kronberger        | Roman Willhalm        |                                     |
| 2005 | Open             | Alexander Volk        |                          |                       |                                     |
| 2005 | Standard         | Klaus Mayerhofer      |                          |                       |                                     |
| 2006 | Open             | Günter Weber          | Gerald Starke            | Harald Schallerbauer  |                                     |
| 2006 | Standard         | Andreas Stettin       | Gottfried Post           | Mario Kneringer       |                                     |
| 2006 | Revolver         | Hermann Kirchweger    | Martin Kronberger        | Richard Schraubmair   |                                     |
| 2007 | Open             | Alexander Volk        | Günter Weber             | Andreas Stettin       | PSSV Graz                           |
| 2007 | Standard         | Klaus Mayerhofer      | Johann Baminger          | Hermann Kirchweger    | PSSV Graz                           |
| 2007 | Revolver         | Martin Kronberger     | Kurt Partinger           | Schaubmair Richard    | PSSV Graz                           |
| 2008 | Open             | Mario Kneringer       | Günter Weber             | Alexander Volk        | PSV Linz                            |
| 2008 | Standard         | Johann Baminger       | Jürgen Stranz            | Klaus Hörmannseder    | PSV Linz                            |
| 2008 | Revolver         | Hermann Kirchweger    | Martin Kronberger        | Gernot Siber          | PSV Linz                            |
| 2009 | Open             | Mario Kneringer       | Stefan Zeindl            | Günter Weber          | SCW Wien                            |
| 2009 | Production       | Dominik Stepan        | Walter Fellner           | Gerald Reiter         | SCW Wien                            |
| 2009 | Standard         | Jürgen Stranz         | Johann Baminger          | Klaus Hörmannseder    | SCW Wien                            |
| 2009 | Revolver         | Hermann Kirchweger    | Martin Kronberger        | Christian Breiler     | SCW Wien                            |
| 2010 | Open             | Mario Kneringer       | Alexander Volk           | Franz Volk            | PSV Linz-Steyregg                   |
| 2010 | Production       | Gerald Reiter         | Gottfried Post           | Martin Kronberger     | PSV Linz-Steyregg                   |
| 2010 | Standard         | Gottfried Post        | Klaus Hörmanseder        | Jürgen Stranz         | PSSV Graz                           |
| 2010 | Revolver         | Hermann Kirchweger    | Martin Kronberger        | Richard Schaubmair    | PSSV Graz                           |
| 2011 | Open             | Mario Kneringer       | Günter Weber             | Gabriele Kraushofer   | SCW Wien                            |
| 2011 | Produktion       | Gerald Reiter         | Gottfried Post           | Bosko Rasovic         | SCW Wien                            |
| 2011 | Standard         | Jürgen Stranz         | Hermann Kirchweger       | Gerald Reiter         | PSV Linz-Steyregg                   |
| 2011 | Revolver         | Hermann Kirchweger    | Martin Kronberger        | Gerald Reiter         | PSV Linz-Steyregg                   |
| 2012 | Open             | Alexander Volk        | Günter Weber             | Mario Kneringer       | PSSV Graz                           |
| 2012 | Production       | Andreas Oriol         | Gottfried Post           | Gernot Siber          | PSSV Graz                           |
| 2012 | Standard         | Gerald Reiter         | Jürgen Stranz            | Klaus Hörmanseder     | PSSV Graz                           |
| 2012 | Revolver         | Gerald Reiter         | Hermann Kirchweger       | Martin Kronsberger    | PSSV Graz                           |
| 2013 | Open             | Alexander Volk        | Mario Kneringer          | Stefan Zeindl         | SCW Wien                            |
| 2013 | Production       | Bosko Rasovic         | Reinhard Handl           | Gerald Reiter         | SCW Wien                            |
| 2013 | Standard         | Jürgen Stranz         | Gerald Reiter            | Hermann Kirchweger    | PSSV Graz                           |
| 2013 | Revolver         | Reiter Gerald         | Hermann Kirchweger       | Martin Kronberger     | PSSV Graz                           |
| 2013 | Classic          | Dietmar Rauscher      | Mario Kneringer          | Christian Breitler    | SCW Wien                            |
| 2014 | Open             | Mario Kneringer       | Alexander Volk           | Günter Weber          | SCW Wien                            |
| 2014 | Production       | Bosko Rasovic         | Mario Kneringer          | Andreas Oriol         | SCW Wien                            |
| 2014 | Standard         | Reinhard Handl        | Jürgen Stranz            | Mario Kneringer       | PSSV Graz                           |
| 2014 | Revolver         | Gerald Reiter         | Martin Kronberger        | Robert Kroiss         | PSSV Graz                           |
| 2014 | Classic          | Maximilian Huber      | Gerald Stacherl          | Reinhard Handl        | SCW Wien                            |
| 2015 | Open             | Alexander Volk        | Mario Kneringer          | Günter Weber          |                                     |
| 2015 | Production       | Gerald Reiter         | Bosko Rasovic            | Gerald Stacherl       |                                     |
| 2015 | Classic          | Gerald Stacherl       | Mario Kneringer          | Christian Breitler    |                                     |
| 2016 | Open             | Rudolf Wilhalm jun.   | Alexander Volk           | Mario Kneringer       | PSSV Graz                           |
| 2016 | Standard         | Jürgen Stranz         | Gottfried Post           | Gerald Reiter         | PSSV Graz                           |
| 2016 | Production       | Andreas Oriol         | Gerald Reiter            | Mario Kneringer       | PSSV Graz                           |
| 2016 | Revolver         | Gerald Reiter         | Reinhard Handl           | Robert Kroiss         | PSSV Graz                           |
| 2016 | Classic          | Gerald Reiter         | Reinhard Handl           | Bosko Rasovic         | PSSV Graz                           |
| 2017 | Open             | Mario Kneringer       | Manuel Schnaitt          | Alexander Volk        | PSSV Graz                           |
| 2017 | Standard         | Reinhard Handl        | Hans Georg Koller        | Gerald Reiter         | SSV Vöcklabruck                     |
| 2017 | Production       | Gerald Reiter         | Bosko Rasovic            | Simon Heiligenbrunner | PSSV Graz                           |
| 2017 | Revolver         | Gerald Reiter         | Robert Kroiss            | Hermann Kirchweger    | SSV Vöcklabruck                     |
| 2017 | Classic          | Gerald Reiter         | Maximilian Huber         | Bosko Rasovic         | PSSV Graz                           |
| 2018 | Open             | Alexander Volk        | Reiter Gerald            | Mario Kneringer       | PSSV Graz                           |
| 2018 | Standard         | Reinhard Handl        | Jürgen Stranz            | Gerald Reiter         | SSV Vöcklabruck                     |
| 2018 | Production       | Benjamin Thallinger   | Andreas Oriol            | Reinhard Handl        | PSSV Graz                           |
| 2018 | Production Optic | Schnaitt Manuel       | Bosko Rasovic            | Maximilian Huber      | SSV Vöcklabruck                     |
| 2018 | Revolver         | Gerald Reiter         | Johann Lang              | Robert Kroiss         | SSV Vöcklabruck                     |
| 2018 | Classic          | Gerald Reiter         | Reinhard Handl           | Dietmar Rauscher      | PSSV Graz                           |
| 2019 | Open             | Mario Kneringer       | Alexander Volk           | Christoph Kecht       | SCW Wien                            |
| 2019 | Standard         | Jürgen Stranz         | Reinhard Handl           | Simon Heiligenbrunner | SSV Vöcklabruck                     |
| 2019 | Production       | Benjamin Thallinger   | Andreas Oriol            | Bosko Rasovic         | SCW Wien                            |
| 2019 | Production Optic | Gerald Reiter         | Martin Meißner           | Manuel Schnaitt       | SSV Vöcklabruck                     |
| 2019 | Revolver         | Gerald Reiter         | Johann Lang              | Hermann Kirchweger    | SCW Wien                            |
| 2019 | Classic          | Alexander Kastner     | Markus Ebner             | Michael Lindenbauer   | SSV Vöcklabruck                     |
| 2019 | PCC              | Martin Theilinger     | Martin Thaler            | Mario Kneringer       | SGW Leobersdorf                     |
| 2020 | Open             | Mario Kneringer       | Gerald Reiter            | Stefan Zeindl         | SCW Wien                            |
| 2020 | Standard         | Hans Georg Koller     | Simon Heiligenbrunner    | Benjamin Thallinger   | SCW Wien                            |
| 2020 | Production Optic | Martin Thaler         | Martin Meissner          | Rainer Ulreich        | SCW Wien                            |
| 2021 | PCC              | Martin Thaler         | Martin Theilinger        | Mario Kneringer       | SSV Vöcklabruck                     |
| 2021 | Open             | Gerald Reiter         | Manuel Schnaitt          | Alexander Volk        | SCW Wien                            |
| 2021 | Standard         | Reinhard Handl        | Jürgen Stranz            | Maximilian Huber      | SCW Wien                            |
| 2021 | Production Optic | Rainer Ullreich       | Martin Meissner          | Martin Thaler         | SCW Wien                            |
| 2022 | Standard         | Jürgen Stranz         | Reinhard Handl           | Rainer Ulreich        | SGW Leobersdorf                     |
| 2022 | Classic          | Alexander Kastner     | Otmar Lorenz             | Christoph Fischer     | SGW Leobersdorf                     |
| 2022 | Revolver         | Robert Kroiss         | Nikolaus Stelzmüller     | Andreas Gruber        | SGW Leobersdorf                     |
| 2023 | Mini Rifle       | Martin Theilinger     | Günter Stacher           | Martin Thaler         | SCW Wien                            |
| 2023 | Production       | Simon Heiligenbrunner | Rainer Ulreich           | Daniel Holub          | SSV Vöcklabruck                     |
| 2023 | Classic          | Alexander Kastner     | Hans Georg Koller        | Markus Ebner          | SSV Vöcklabruck                     |
| 2023 | Revolver         | Gerald Reiter         | Robert Kroiss            | Nikolaus Stelzmüller  | SSV Vöcklabruck                     |
| 2023 | PCC              | Markus Pevek          | Günter Stacher           | Johann Baminger       | Shootingpark Leobersdorf            |
| 2024 | Mini Rifle       | Martin Theilinger     | Günter Stacher           | Martin Thaler         | SSC Matzendorf-Hölles               |
| 2024 | Production       | Rainer Ulreich        | Simon Heiligenbrunner    | Klaus Gasteiger       | Feuerschützenverein 1864 Amstetten  |
| 2024 | Open             | Angel Angelov         | Alexander Volk           | Rudolf Willhalm       | Feuerschützenverein 1864 Amstetten  |
| 2024 | Revolver         | Robert Kroiss         | Nikolaus Stelzmüller     | Martin Meissner       | Feuerschützenverein 1864 Amstetten  |
| 2024 | Standard         | Hans Georg Koller     | Klaus Gasteiger          | Simon Heiligenbrunner | Puntigamer Sportschützenverein Graz |
| 2024 | Production Optic | Horst Holzinger       | Jakob Ritter             | Martin Thaler         | Puntigamer Sportschützenverein Graz |
| 2024 | Classic          | Alexander Kastner     | Markus Ebner             | Christoph Fischer     | Puntigamer Sportschützenverein Graz |
| 2024 | PCC              | Martin Thaler         | Stefan Dörsch            | Michael Linauer       | SSV Vöcklabruck                     |
| 2025 | Mini Rifle       | Martin Theilinger     | Markus Pevek             | Günter Stacher        | SSC Matzendorf-Hölles               |

### Kategorie Damen
| Jahr | Division         | Gold                    | Silber                | Bronze              | Austragungsort                      |
| ---- | ---------------- | ----------------------- | --------------------- | ------------------- | ----------------------------------- |
| 1990 | Open             | Emma Zemann             |                       |                     |                                     |
| 1991 | Open             | Patrizia Oesterreicher  |                       |                     |                                     |
| 1992 | Open             | Gabriele Glaser         |                       |                     |                                     |
| 1993 | Open             | Gabriele Glaser         |                       |                     |                                     |
| 1994 | Open             | Gabriele Glaser         | Andrea Dvorak         | Marlies Hofer       |                                     |
| 1995 | Open             | Gabriele Glaser         |                       |                     |                                     |
| 1995 | Standard         | Gabriele Glaser         | Margit Steurer        | Andrea Dvorak       |                                     |
| 1996 | Open             | Gabriele Glaser         |                       |                     |                                     |
| 1996 | Standard         | Gabriele Glaser         | Andrea Dvorak         | Nicole Mostögl      |                                     |
| 1997 | Open             | Gabriele Glaser         |                       |                     | SGW Leobersdorf                     |
| 1997 | Standard         | Gabriele Glaser         | Margit Steurer        | Notburga Hasenkopf  | SGW Leobersdorf                     |
| 1998 | Open             | Gabriele Glaser         |                       |                     |                                     |
| 1998 | Standard         | Gabriele Glaser         |                       |                     |                                     |
| 1999 | Open             | Anita Klien             |                       |                     |                                     |
| 1999 | Standard         | Gabriele Kraushofer     |                       |                     |                                     |
| 2000 | Open             | Gabriele Kraushofer     |                       |                     |                                     |
| 2000 | Standard         | Gabriele Kraushofer     |                       |                     |                                     |
| 2001 | Open             | Gabriele Kraushofer     |                       |                     |                                     |
| 2002 | Open             | Notburga Hasenkopf      |                       |                     |                                     |
| 2003 | Open             | Gabriele Kraushofer     |                       |                     |                                     |
| 2004 | Open             | Gabriele Kraushofer     | Margit Steurer        | Nicole Laschitz     |                                     |
| 2004 | Standard         | Elisabeth Strasser      | Karoline Stumptner    | Edeltraud Aigner    |                                     |
| 2005 | Open             | Gabriele Kraushofer     |                       |                     |                                     |
| 2005 | Standard         | Elisabeth Strasser      |                       |                     |                                     |
| 2006 | Open             | Margit Steurer          | Nicole Laschitz       | Notburga Hasenkopf  |                                     |
| 2006 | Standard         | Elisabeth Strasser      | Renate Gaggl          | Birgit Gruber       |                                     |
| 2007 | Open             | Gabriele Kraushofer     | Margit Steurer        | Notburga Hasenkopf  | PSSV Graz                           |
| 2007 | Standard         | Elisabeth Strasser      | Birgit Gruber         | Petra Westerdorf    | PSSV Graz                           |
| 2008 | Open             | Margit Steurer          | Notburga Hasenkopf    | Elin Thaler         | PSV Linz                            |
| 2008 | Standard         | Birgit Gruber           | Elisabeth Strasser    | Edeltraut Aigner    | PSV Linz                            |
| 2009 | Open             | Gabriele Kraushofer     | Margit Steurer        | Notburga Hasenkopf  | SCW Wien                            |
| 2009 | Production       | Heidrun Lung            |                       |                     | SCW Wien                            |
| 2009 | Standard         | Birgit Gruber           | Elisabeth Strasser    | Sonja Juen          | SCW Wien                            |
| 2010 | Open             | Gabriele Kraushofer     | Margit Steurer        | Notburga Hasenkopf  | PSV Linz-Steyregg                   |
| 2010 | Production       | Elisabeth Strasser      | Sonja Juen            | Edeltraut Aigner    | PSV Linz-Steyregg                   |
| 2010 | Standard         | Elisabeth Strasser      | Gabriele Kraushofer   | Margit Steurer      | PSSV Graz                           |
| 2011 | Open             | Gabriele Kraushofer     | Notburga Hasenkopf    | Margit Steurer      | SCW Wien                            |
| 2011 | Production       | Elisabeth Strasser      | Edeltraud Aigner      | Cornelia Pölzl      | SCW Wien                            |
| 2011 | Standard         | Birgit Gruber           | Gabriele Kraushofer   | Elisabeth Strasser  | PSV Linz-Steyregg                   |
| 2012 | Open             | Gabriele Kraushofer     | Margit Steurer        | Notburga Hasenkopf  | PSSV Graz                           |
| 2012 | Production       | Christa Hochholdinger   | Elisabeth Strasser    | Edeltraud Aigner    | PSSV Graz                           |
| 2012 | Standard         | Elisabeth Strasser      | Birgit Gruber         | Doris Nestl         | PSSV Graz                           |
| 2013 | Open             | Notburga Hasenkopf      | Gabriele Kraushofer   | Margit Steurer      | SCW Wien                            |
| 2013 | Production       | Christa Hochholdinger   | Elisabeth Strasser    | Christina Stöckl    | SCW Wien                            |
| 2013 | Standard         | Birgit Gruber           | Christa Hochholdinger | Doris Nestl-Treiber | PSSV Graz                           |
| 2014 | Open             | Margit Steurer          | Gabriele Kraushofer   | Notburga Hasenkopf  | SCW Wien                            |
| 2014 | Production       | Christa Hochholdinger   | Elisabeth Strasser    | Karin Peer          | SCW Wien                            |
| 2014 | Standard         | Elisabeth Strasser      | Christa Hochholdinger | Doris Nestl-Treiber | PSSV Graz                           |
| 2015 | Open             | Notburga Hasenkopf      | Margit Steurer        | Edeltraud Aigner    |                                     |
| 2015 | Production       | Christa Hochholdinger   | Doris Reiter          | Tamara Döllerer     |                                     |
| 2016 | Open             | Notburga Hasenkopf      | Edeltraut Aigner      | Andrea Dvorak       | PSSV Graz                           |
| 2016 | Standard         | Christa Hochholdinger   | Doris Reiter          | Susi Weiss          | PSSV Graz                           |
| 2016 | Production       | Christa Hochholdinger   | Doris Reiter          | Tamara Döllerer     | PSSV Graz                           |
| 2016 | Revolver         | Desiree Schnaitt        |                       |                     | PSSV Graz                           |
| 2017 | Open             | Gabriele Kraushofer     | Notburga Hasenkopf    | Margit Steurer      | PSSV Graz                           |
| 2017 | Standard         | Christa Hochholdinger   | Gerlinde Bittermann   | Edeltraud Aigner    | SSV Vöcklabruck                     |
| 2017 | Production       | Christa Hochholdinger   | Elisabeth Strasser    | Gerlinde Bittermann | PSSV Graz                           |
| 2017 | Revolver         | Doris Reiter            | Desiree Schnaitt      | Sigrid Felder       | SSV Vöcklabruck                     |
| 2018 | Open             | Gabriele Kraushofer     | Margit Steurer        | Edeltraud Aigner    | PSSV Graz                           |
| 2018 | Standard         | Gerlinde Bittermann     | Edeltraud Aigner      | Doris Reiter        | SSV Vöcklabruck                     |
| 2018 | Production       | Gerlinde Bittermann     | Doris Reiter          | Brigitte Scholz     | PSSV Graz                           |
| 2018 | Production Optic | Edeltraud Aigner        |                       |                     | SSV Vöcklabruck                     |
| 2018 | Revolver         | Doris Reiter            |                       |                     | SSV Vöcklabruck                     |
| 2019 | Open             | Edeltraud Aigner        | Notburga Hasenkopf    | Doris Nestl-Treiber | SCW Wien                            |
| 2019 | Standard         | Birgit Gruber           | Nadiia Rekun          | Bettina Wildmann    | SSV Vöcklabruck                     |
| 2019 | Production       | Gerlinde Bittermann     | Elisabeth Strasser    | Nadiia Rekun        | SCW Wien                            |
| 2019 | Production Optic | Sonja Ladisich          | Ulrike Wagner         |                     | SSV Vöcklabruck                     |
| 2019 | Revolver         | Doris Reiter            |                       |                     | SCW Wien                            |
| 2019 | PCC              | Yvonne Pavlik           | Bettina Wildmann      | Sigrid Felder       | SGW Leobersdorf                     |
| 2020 | Open             | Edeltraud Aigner        | Doris Nestl-Treiber   | Sandra Kneringer    | SCW Wien                            |
| 2020 | Standard         | Elisabeth Strasser      | Christa Hochholdinger | Tamara Döllerer     | SCW Wien                            |
| 2020 | Production Optic | Ulrike Wagner           |                       |                     | SCW Wien                            |
| 2021 | PCC              | Katharina Schneider     | Karin Peer            | Bettina Wildmann    | SSV Vöcklabruck                     |
| 2021 | Open             | Margit Steurer          | Edeltraud Aigner      | Andrea Dvorak       | SCW Wien                            |
| 2021 | Standard         | Christa Hochholdinger   | Elisabeth Strasser    | Gerlinde Bittermann | SCW Wien                            |
| 2021 | Production Optic | Ulrike Wagner           |                       |                     | SCW Wien                            |
| 2022 | Standard         | Katharina Schneider     | Elisabeth Strasser    | Edeltraut Aigner    | SGW Leobersdorf                     |
| 2023 | Mini Rifle       | Susanne Entholzer       | Barbara Singer        | Claudia Grüneis     | SCW Wien                            |
| 2023 | Production       | Katharina Schneider     | Elisabeth Strasser    | Christa Stundner    | SSV Vöcklabruck                     |
| 2023 | PCC              | Katharina Schneider     | Barbara Singer        | Susanne Entholzer   | Shootingpark Leobersdorf            |
| 2024 | Mini Rifle       | Susanne Entholzer       | Barbara Weissnegger   | Barbara Singer      | SSC Matzendorf-Hölles               |
| 2024 | Production       | Katharina Schneider     | Elisabeth Strasser    | Christa Stundner    | Feuerschützenverein 1864 Amstetten  |
| 2024 | Open             | Margit Steurer          | Andrea Dvorak         | Doris Nestl-Treiber | Feuerschützenverein 1864 Amstetten  |
| 2024 | Standard         | Katharina Schneider     | Christa Stundner      | Elisabeth Strasser  | Puntigamer Sportschützenverein Graz |
| 2024 | Production Optic | Samantha Wendel         | Margit Steurer        | Barbara Weissnegger | Puntigamer Sportschützenverein Graz |
| 2024 | Classic          | Bettina Wildmann-Zeindl |                       |                     | Puntigamer Sportschützenverein Graz |
| 2024 | PCC              | Katharina Schneider     | Barbara Weissnegger   | Barbara Singer      | SSV Vöcklabruck                     |
| 2025 | Mini Rifle       | Susanne Entholzer       | Barbara Weissnegger   | Anna Rehrl          | SSC Matzendorf-Hölles               |

### Kategorie Seniorinnen
| Jahr | Division   | Gold            | Silber               | Bronze               | Austragungsort           |
| ---- | ---------- | --------------- | -------------------- | -------------------- | ------------------------ |
| 2023 | PCC        | Claudia Grüneis | Anita Aspeck         | Sonja Ladisich       | Shootingpark Leobersdorf |
| 2024 | Mini Rifle | Claudia Grüneis | Anita Aspeck         | Sonja Ladisich       | SSC Matzendorf-Hölles    |
| 2024 | PCC        | Claudia Grüneis | Karin Kaiser-Schwarz | Sonja Ladisich       | SSV Vöcklabruck          |
| 2025 | Mini Rifle | Anita Aspeck    | Sonja Ladisich       | Karin Kaiser-Schwarz | SSC Matzendorf-Hölles    |

### Kategorie Junioren
| Jahr | Division   | Gold            | Silber           | Bronze          | Austragungsort                      |
| ---- | ---------- | --------------- | ---------------- | --------------- | ----------------------------------- |
| 2019 | PCC        | Maximilian Toth |                  |                 | SGW Leobersdorf                     |
| 2021 | Standard   | Mark Schröfl    |                  |                 | SCW Wien                            |
| 2023 | Mini Rifle | Hermann Birner  | Julian Weissböck | Jana Entholzer  | SCW Wien                            |
| 2023 | Classic    | Samuel Pflügl   |                  |                 | SSV Vöcklabruck                     |
| 2023 | PCC        | Hermann Birner  | Michael Eckmayr  | Jana Entholzer  | Shootingpark Leobersdorf            |
| 2024 | Mini Rifle | Michael Eckmayr | Hermann Birner   | Jana Entholzer  | SSC Matzendorf-Hölles               |
| 2024 | Standard   | Kilian Winkler  |                  |                 | Puntigamer Sportschützenverein Graz |
| 2024 | PCC        | Hermann Birner  | Michael Eckmayr  | Jana Entholzer  | SSV Vöcklabruck                     |
| 2025 | Mini Rifle | Hermann Birner  | Jana Entholzer   | Michael Eckmayr | SSC Matzendorf-Hölles               |

### Kategorie Senioren
| Jahr | Division          | Gold                 | Silber                | Bronze                | Austragungsort                      |
| ---- | ----------------- | -------------------- | --------------------- | --------------------- | ----------------------------------- |
| 1994 | Open              | Fritz Carmann        | Walter Wellendorf     | Peter Fischer         |                                     |
| 1994 | Standard          | Gerhard Petritsch    | Klaus Leitner         | Fritz Steyskal        |                                     |
| 1995 | Open              | Albert Steinmueller  |                       |                       |                                     |
| 1996 | Standard          | Hubert Ceh           | Fritz Carmann         | Heinz Jelinek         |                                     |
| 1997 | Standard          | Hubert Ceh           | Fritz Carmann         | Heinz Jelinek         | SGW Leobersdorf                     |
| 2001 | Standard          | Hubert Ceh           | Heinz Kohler          | Walter Wellendorf     |                                     |
| 2004 | Open              | Wolfgang Kugler      | Hubert Mühlbacher     | Anton Fuchs           |                                     |
| 2004 | Standard          | Hubert Ceh           | Peter Linduska        | Ludwig Schneeberger   |                                     |
| 2004 | Revolver          | Rudolf Willhalm Sen. | Erich Ferstl          | Anton Fuchs           |                                     |
| 2006 | Open              | Kurt Ranner          | Hubert Mühlbacher     | Gerhard Stiegler      |                                     |
| 2006 | Standard          | Karl Hayszan         | Karl Laukes           | Günther Käferböck     |                                     |
| 2006 | Revolver          | Franz Leitner        | Klaus Willhalm        | Rudolf Willhalm       |                                     |
| 2007 | Open              | Franz Volk           | Kurt Ranner           | Roland Schwanneke     | PSSV Graz                           |
| 2007 | Standard          | Karl Laukes          | Franz Mulz            | Gerhard Stiegler      | PSSV Graz                           |
| 2007 | Revolver          | Rudolf Willhalm      | Klaus Willhalm        | Ernst Ausweger        | PSSV Graz                           |
| 2008 | Open              | Gerhard Gingl        | Alois Stampfl         | Kurt Lichtl           | PSV Linz                            |
| 2008 | Standard          | Leopold Rados        | Gerhard Pendlmayr     | Franz Mulz            | PSV Linz                            |
| 2008 | Revolver          | Klaus Willhalm       | Ernst Ausweger        | Rudolf Willhalm       | PSV Linz                            |
| 2009 | Open              | Andreas Schwab       | Kurt Ranner           | Gerhard Gingl         | SCW Wien                            |
| 2009 | Production        | Christian Lampel     | Josef Haslinger       |                       | SCW Wien                            |
| 2009 | Standard          | Klaus Mayrhofer      | Leo Strohmayer        | Hermann Kirchweger    | SCW Wien                            |
| 2009 | Revolver          | Klaus Willhalm       | Rudolf Willhalm       | Erich Ferstl          | SCW Wien                            |
| 2010 | Open              | Roland Kraushofer    | Leo Strohmayer        | Hermann Kirchweger    | PSV Linz-Steyregg                   |
| 2010 | Production        | Gottfried Post       | Alois Schelling       | Hannes Hofer          | PSV Linz-Steyregg                   |
| 2010 | Standard          | Gottfried Post       | Hermann Kirchweger    | Thomas Birner         | PSSV Graz                           |
| 2010 | Revolver          | Rudolf Willhalm      | Erich Ferstl          | Ernst Ausweger        | PSSV Graz                           |
| 2011 | Open              | Roland Kraushofer    | Leo Strohmayr         | Kurt Ranner           | SCW Wien                            |
| 2011 | Production        | Florian Kendelbacher | Friedrich Ziebart     | Christian Breitler    | SCW Wien                            |
| 2011 | Standard          | Hermann Kirchweger   | Leo Strohmayer        | Klaus Mayrhofer       | PSV Linz-Steyregg                   |
| 2011 | Revolver          | Hermann Kirchweger   | Richard Schaubmair    | Christian Breitler    | PSV Linz-Steyregg                   |
| 2012 | Open              | Roland Kraushofer    | Leo Strohmayer        | Christian Breitler    | PSSV Graz                           |
| 2012 | Production        | Gottfried Post       | Friedrich Ziebart     | Florian Kendlbacher   | PSSV Graz                           |
| 2012 | Standard          | Leo Strohmayer       | Friedrich Ziebart     | Hermann Kirchweger    | PSSV Graz                           |
| 2012 | Revolver          | Hermann Kirchweger   | Richard Schaubmair    | Klaus Willhalm        | PSSV Graz                           |
| 2013 | Open              | Roland Kraushofer    | Franz Volk            | Leo Strohmayer        | SCW Wien                            |
| 2013 | Production        | Friedrich Ziebarth   | Gottfried Post        | Christian Breitler    | SCW Wien                            |
| 2013 | Standard          | Friedrich Ziebarth   | Franz Volk            | Christian Breitler    | PSSV Graz                           |
| 2013 | Revolver          | Richard Schaubmair   | Christian Breitler    | Ernst Ausweger        | PSSV Graz                           |
| 2013 | Classic           | Christian Breitler   | Walter Geppert        |                       | SCW Wien                            |
| 2014 | Open              | Andreas Stettin      | Roland Kraushofer     | Leo Strohmayer        | SCW Wien                            |
| 2014 | Production        | Gottfried Post       | Friedrich Ziebarth    | Florian Kendlbacher   | SCW Wien                            |
| 2014 | Standard          | Leo Strohmayer       | Hermann Kirchweger    | Franz Volk            | PSSV Graz                           |
| 2014 | Revolver          | Edgar Praschinger    | Richard Schaubmair    | Ernst Ausweger        | PSSV Graz                           |
| 2014 | Classic           | Christian Breitler   | Andreas Stettin       | Franz Volk            | SCW Wien                            |
| 2015 | Open              | Franz Volk           | Leo Strohmayer        | Edgar Praschinger     |                                     |
| 2015 | Production        | Walter Hochholdinger | Florian Kendlbacher   | Christian Breitler    |                                     |
| 2015 | Classic           | Christian Breitler   | Franz Volk            | Thomas Klaus          |                                     |
| 2016 | Open              | Edgar Praschinger    | Ralph Leutgeb         | Gerhard Brunnmayr     | PSSV Graz                           |
| 2016 | Standard          | Hermann Kirchweger   | Martin Kronberger     | Edgar Praschinger     | PSSV Graz                           |
| 2016 | Production        | Gottfried Post       | Edgar Praschinger     | Florian Kendlbacher   | PSSV Graz                           |
| 2016 | Revolver          | Hermann Kirchweger   | Martin Kronberger     | Edgar Praschinger     | PSSV Graz                           |
| 2016 | Classic           | Thomas Klaus         | Robert Hasenkopf      | Christian Breitler    | PSSV Graz                           |
| 2017 | Open              | Edgar Praschinger    | Roland Kraushofer     | Ralph Leutgeb         | PSSV Graz                           |
| 2017 | Standard          | Leo Strohmayer       | Edgar Praschinger     | Hermann Kirchweger    | SSV Vöcklabruck                     |
| 2017 | Production        | Florian Kendlbacher  | Edgar Praschinger     | Walter Hochholdinger  | PSSV Graz                           |
| 2017 | Revolver          | Hermann Kirchweger   | Edgar Praschinger     | Josef Herbeck         | SSV Vöcklabruck                     |
| 2017 | Classic           | Thomas Klaus         | Dietmar Pfeifer       | Christian Breitler    | PSSV Graz                           |
| 2018 | Open              | Edgar Praschinger    | Alexander Eisl        | Claus Slama           | PSSV Graz                           |
| 2018 | Standard          | Thomas Birner        | Leo Strohmayer        | Gottfried Post        | SSV Vöcklabruck                     |
| 2018 | Production        | Reinhard Handl       | Walter Hochholdinger  | Thomas Benesch        | PSSV Graz                           |
| 2018 | Production Optic  | Thomas Klaus         | Christian Breitler    | Gerhard Bunnmayr      | SSV Vöcklabruck                     |
| 2018 | Revolver          | Johann Lang          | Edgar Praschinger     | Alexander Eisl        | SSV Vöcklabruck                     |
| 2018 | Classic           | Reinhard Handl       | Thomas Benesch        | Thomas Klaus          | PSSV Graz                           |
| 2019 | Open              | Edgar Praschinger    | Stefan Zeindl         | Claus Slama           | SCW Wien                            |
| 2019 | Standard          | Reinhard Handl       | Gottfried Post        | Manfred Winkler       | SSV Vöcklabruck                     |
| 2019 | Production        | Reinhard Handl       | Manfred Winkler       | Thomas Benesch        | SCW Wien                            |
| 2019 | Production Optic  | Edgar Praschinger    | Rudolf Dastych        | Heinz Christian Hofer | SSV Vöcklabruck                     |
| 2019 | Revolver          | Johann Lang          | Werner Dostal         | Josef Herbeck         | SCW Wien                            |
| 2019 | Classic           | Dietmar Pfeifer      | Werner Dostal         | Christian Breitler    | SSV Vöcklabruck                     |
| 2019 | PCC               | Thomas Benesch       | Wolfgang Waldschütz   | Edgar Praschinger     | SGW Leobersdorf                     |
| 2020 | Open              | Stefan Zeindl        | Edgar Praschinger     | Claus Slama           | SCW Wien                            |
| 2020 | Standard          | Manfred Winkler      | Thomas Benesch        | Johann Lang           | SCW Wien                            |
| 2020 | Production Optic  | Bosko Rasovic        | Rudolf Dastych        | Christian Hofer       | SCW Wien                            |
| 2021 | PCC               | Gerald Reiter        | Stefan Zeindl         | Thomas Benesch        | SSV Vöcklabruck                     |
| 2021 | Open              | Stefan Zeindl        | Claus Slama           | Alexander Eisl        | SCW Wien                            |
| 2021 | Standard          | Thomas Benesch       | Manfred Winkler       | Hannes Hutter         | SCW Wien                            |
| 2021 | Production Optic  | Edgar Praschinger    | Heinz Christian Hofer | Georg Müller          | SCW Wien                            |
| 2022 | Standard          | Bosko Rasovic        | Thomas Benesch        | Franz Sickinger       | SGW Leobersdorf                     |
| 2022 | Classic           | Christian Breitler   | Markus Drexler        | Peter Weghofer        | SGW Leobersdorf                     |
| 2022 | Revolver          | Gerald Reiter        | Johann Lang           | Hermann Kirchweger    | SGW Leobersdorf                     |
| 2023 | Mini Rifle        | Dieter Scherz        | Thomas Benesch        | Edgar Praschinger     | SCW Wien                            |
| 2023 | Production        | Reinhard Handl       | Bosko Rasovic         | Manfred Winkler       | SSV Vöcklabruck                     |
| 2023 | Classic           | Thomas Benesch       | Maximilian Huber      | Robert Hasenkopf      | SSV Vöcklabruck                     |
| 2023 | Revolver          | Gerald Reiter        | Johann Lang           | Werner Feyertag       | SSV Vöcklabruck                     |
| 2023 | PCC               | Dieter Scherz        | Gerald Reiter         | Thomas Benesch        | Shootingpark Leobersdorf            |
| 2024 | Mini Rifle        | Mario Kneringer      | Dieter Scherz         | Markus Benes          | SSC Matzendorf-Hölles               |
| 2024 | Production        | Reinhard Handl       | Thomas Benesch        | Bosko Rasovic         | Feuerschützenverein 1864 Amstetten  |
| 2024 | Open              | Mario Kneringer      | Stefan Zeindl         | Wolfram Hiebler       | Feuerschützenverein 1864 Amstetten  |
| 2024 | Revolver          | Gerald Reiter        | Johann Lang           | Hermann Kirchweger    | Feuerschützenverein 1864 Amstetten  |
| 2024 | Standard          | Bosko Rasovic        | Mario Kneringer       | Jürgen Stranz         | Puntigamer Sportschützenverein Graz |
| 2024 | Production Optics | Reinhard Handl       | Wolfgang Griessner    | Walter Heckenast      | Puntigamer Sportschützenverein Graz |
| 2024 | Classic           | Gerald Reiter        | Stefan Zeindl         | Franz Volk            | Puntigamer Sportschützenverein Graz |
| 2024 | PCC               | Reinhard Handl       | Mario Kneringer       | Robert Ladisich       | SSV Vöcklabruck                     |
| 2025 | Mini Rifle        | Dieter Scherz        | Mario Kneringer       | Thomas Benesch        | SSC Matzendorf-Hölles               |

### Kategorie Super Senioren
| Jahr | Division          | Gold                 | Silber                 | Bronze               | Austragungsort                      |
| ---- | ----------------- | -------------------- | ---------------------- | -------------------- | ----------------------------------- |
| 2004 | Open              | Helmut Ilc           | Günter Baumgartner     | Josef Jelinek        |                                     |
| 2004 | Standard          | Dieter Laiss         | Georg Deutschbein      | Walter Wellendorf    |                                     |
| 2006 | Open              | Wolfgang Kugler      | Helmut Ilc             | Alois Stampfl        |                                     |
| 2006 | Standard          | Peter Fischer        | Georg Deutschbein      | Dieter Laiss         |                                     |
| 2006 | Revolver          | Manfred Einramhof    | Hermann Steinkellner   |                      |                                     |
| 2007 | Open              | Wolfgang Kugler      | Anton Fuchs            | Alois Stampfl        | PSSV Graz                           |
| 2007 | Standard          | Dieter Laiss         | Hubert Ceh             | Peter Fischer        | PSSV Graz                           |
| 2007 | Revolver          | Anton Fuchs          | Manfred Einrahmhof     | Hermann Steinkellner | PSSV Graz                           |
| 2008 | Open              | Anton Fuchs          | Wolfgang Kugler        | Gert Glock           | PSV Linz                            |
| 2008 | Standard          | Dieter Laiss         | Hubert Ceh             | Hubert Mühlbacher    | PSV Linz                            |
| 2008 | Revolver          | Anton Fuchs          | Dieter Laiss           | Manfred Einrahmhof   | PSV Linz                            |
| 2009 | Open              | Helmut Ilc           | Adam Lennert           | Wolfgang Kugler      | SCW Wien                            |
| 2009 | Standard          | Dieter Laiss         | Ronald Riedel          | Miomir Bjelic        | SCW Wien                            |
| 2009 | Revolver          | Dieter Laiss         | Hermann Steinkellner   | Manfred Einramhof    | SCW Wien                            |
| 2010 | Open              | Anton Fuchs          | Adam Lennert           | Hubert Mühlbacher    | PSV Linz-Steyregg                   |
| 2010 | Production        | Ronald Riedel        | Adam Lennert           | Hubert Mühlbacher    | PSV Linz-Steyregg                   |
| 2010 | Standard          | Hubert Mühlbacher    | Anton Fuchs            | Dieter Laiss         | PSSV Graz                           |
| 2010 | Revolver          | Anton Fuchs          | Dieter Laiss           | Manfred Einrahmhof   | PSSV Graz                           |
| 2011 | Open              | Anton Fuchs          | Wolfgang Kugler        | Alois Stampfl        | SCW Wien                            |
| 2011 | Production        | Adam Lennert         | Ronald Riedel          | Hubert Ceh           | SCW Wien                            |
| 2011 | Standard          | Hubert Mühlbacher    | Ronald Riedel          | Wolfgang Kugler      | PSV Linz-Steyregg                   |
| 2011 | Revolver          | Erich Ferstl         | Manfred Einrahmhof     |                      | PSV Linz-Steyregg                   |
| 2012 | Open              | Anton Fuchs          | Kurt Ranner            | Wolfgang Kugler      | PSSV Graz                           |
| 2012 | Production        | Adam Lennert         | Karl Laukes            | Hubert Ceh           | PSSV Graz                           |
| 2012 | Standard          | Hubert Mühlbacher    | Karl Laukes            | Günther Bürger       | PSSV Graz                           |
| 2012 | Revolver          | Dieter Laiss         | Anton Fuchs            | Manfred Einrahmhof   | PSSV Graz                           |
| 2013 | Open              | Anton Fuchs          | Wolfgang Kugler        | Alois Stampfl        | SCW Wien                            |
| 2013 | Production        | Adam Lennert         | Ronald Riedel          | Karl Laukes          | SCW Wien                            |
| 2013 | Standard          | Wolfgang Kugler      | Ronald Riedel          | Karl Laukes          | PSSV Graz                           |
| 2013 | Revolver          | Rudolf Willhalm      | Klaus Willhalm         | Erich Ferstl         | PSSV Graz                           |
| 2014 | Open              | Wolfgang Kugler      | Alois Stampfl          | Kurt Ranner          | SCW Wien                            |
| 2014 | Production        | Karl Laukes          | Ronald Riedel          | Hubert Mühlbacher    | SCW Wien                            |
| 2014 | Standard          | Hubert Mühlbacher    | Karl Laukes            | Anton Fuchs          | PSSV Graz                           |
| 2014 | Revolver          | Klaus Willhalm       | Rudolf Willhalm        | Dieter Laiss         | PSSV Graz                           |
| 2015 | Open              | Alois Stampfl        | Anton Fuchs            | Kurt Ranner          |                                     |
| 2015 | Production        | Adam Lennert         | Karl Laukes            | Hubert Mühlbacher    |                                     |
| 2015 | Classic           | Franz Feichtner      | Kurt Rapp              |                      |                                     |
| 2016 | Open              | Franz Volk           | Alois Stampfl          | Kurt Ranner          | PSSV Graz                           |
| 2016 | Standard          | Karl Laukes          | Hannes Hofer           | Ronald Riedl         | PSSV Graz                           |
| 2016 | Production        | Karl Laukes          | Ronald Riedl           | Anton Fuchs          | PSSV Graz                           |
| 2016 | Revolver          | Rudolf Willhalm      | Wolfgang Oberaigner    | Manfred Einrahmhof   | PSSV Graz                           |
| 2016 | Classic           | Franz Volk           | Franz Feichtner        |                      | PSSV Graz                           |
| 2017 | Open              | Franz Volk           | Anton Fuchs            | Alois Stampfl        | PSSV Graz                           |
| 2017 | Standard          | Franz Mulz           | Hubert Mühlbacher      | Hannes Hofer         | SSV Vöcklabruck                     |
| 2017 | Production        | Hannes Hofer         | Günther Käferböck      | Adam Lennert         | PSSV Graz                           |
| 2017 | Revolver          | Rudolf Willhalm      | Klaus Willhalm         | Erich Ferstl         | SSV Vöcklabruck                     |
| 2018 | Open              | Franz Volk           | Anton Fuchs            | Kurt Ranner          | PSSV Graz                           |
| 2018 | Standard          | Hubert Mühlbacher    | Franz Mulz             | Siegfried Zagler     | SSV Vöcklabruck                     |
| 2018 | Production        | Günther Käferböck    | Siegfried Zagler       | Adam Lennert         | PSSV Graz                           |
| 2018 | Production Optic  | Bjelic Miomir        |                        |                      | SSV Vöcklabruck                     |
| 2018 | Revolver          | Alexander Molitor    | Rudolf Willhalm        | Manfred Einrahmhof   | SSV Vöcklabruck                     |
| 2018 | Classic           | Franz Volk           | Siegfried Zahgler      | Manfred Preuner      | PSSV Graz                           |
| 2019 | Open              | Franz Volk           | Kurt Kreuzer           | Wolfgang Kugler      | SCW Wien                            |
| 2019 | Standard          | Leo Strohmayer       | Hubert Mühlbacher      | Rupert Krassnig      | SSV Vöcklabruck                     |
| 2019 | Production        | Ronald Riedel        | Siegfried Zagler       | Franz Feichtner      | SCW Wien                            |
| 2019 | Revolver          | Hermann Kirchweger   |                        |                      | SCW Wien                            |
| 2019 | PCC               | Michael Katscher     | Manfred Preuner        | Ludwig Brückler      | SGW Leobersdorf                     |
| 2020 | Open              | Klaus Willhalm       | Wolfgang Kugler        | Kurt Kreuzer         | SCW Wien                            |
| 2020 | Standard          | Gottfried Post       | Hermann Kirchweger     | Hannes Hofer         | SCW Wien                            |
| 2020 | Production Optic  | Ludwig Brückler      | Heribert Kammerstetter |                      | SCW Wien                            |
| 2021 | PCC               | Hubert Mühlbacher    | Richard Staubmair      | Martin Fischer       | SSV Vöcklabruck                     |
| 2021 | Open              | Franz Volk           | Günter Weber           | Klaus Willhalm       | SCW Wien                            |
| 2021 | Standard          | Friedrich Ziebart    | Florian Kendlbacher    | Franz Mulz           | SCW Wien                            |
| 2021 | Production Optic  | Christian Breitler   | Franz Berger           | Ludwig Brückler      | SCW Wien                            |
| 2022 | Standard          | Thomas Birner        | Friedrich Ziebart      | Gerhard Heimburger   | SGW Leobersdorf                     |
| 2023 | Mini Rifle        | Manfred Preuner      | Hubert Mühlbacher      | Johann Schmid        | SCW Wien                            |
| 2023 | Production        | Friedrich Ziebart    | Ferdinand Schmidt      | Walter Hochholdinger | SSV Vöcklabruck                     |
| 2023 | Classic           | Christian Breitler   | Franz Mulz             | Robert Wiery         | SSV Vöcklabruck                     |
| 2023 | Revolver          | Hermann Kirchweger   | Richard Schaubmair     | Klaus Wilhalm        | SSV Vöcklabruck                     |
| 2023 | PCC               | Franz Berger         | Christian Breitler     | Michael Katscher     | Shootingpark Leobersdorf            |
| 2024 | Mini Rifle        | Christian Breitler   | Michael Katscher       | Hubert Mühlbacher    | SSC Matzendorf-Hölles               |
| 2024 | Production        | Walter Hochholdinger | Christian Breitler     | Friedrich Ziebart    | Feuerschützenverein 1864 Amstetten  |
| 2024 | Open              | Günter Weber         | Leo Strohmeyer         | Georg Müller         | Feuerschützenverein 1864 Amstetten  |
| 2024 | Standard          | Thomas Birner        | Friedrich Ziebart      | Ferdinand Schmidt    | Puntigamer Sportschützenverein Graz |
| 2024 | Production Optics | Werner Dostal        | Christian Breitler     | Gerhard Brunmayr     | Puntigamer Sportschützenverein Graz |
| 2024 | PCC               | Georg Müller         | Franz Berger           | Edgar Praschinger    | SSV Vöcklabruck                     |
| 2025 | Mini Rifle        | Edgar Praschinger    | Christian Breitler     | Michael Katscher     | SSC Matzendorf-Hölles               |

### Kategorie Grand Senior
| Jahr | Division   | Gold              | Silber                | Bronze                | Austragungsort                     |
| ---- | ---------- | ----------------- | --------------------- | --------------------- | ---------------------------------- |
| 2023 | PCC        | Hubert Mühlbacher | Manfred Jud           | Ernst Fischer-Colbrie | Shootingpark Leobersdorf           |
| 2024 | Open       | Kurt Kreuzer      | Klaus Willhalm        | Franz Feichtner       | Feuerschützenverein 1864 Amstetten |
| 2024 | PCC        | Hubert Mühlbacher | Ernst Fischer-Colbrie | Franz Feichtner       | SSV Vöcklabruck                    |
| 2025 | Mini Rifle | Hubert Mühlbacher | Ernst Fischer-Colbrie |                       | SSC Matzendorf-Hölles              |

### Kategorie Mannschaft
| Jahr | Division          | Gold                                                                             | Silber                                                                         | Bronze                                                                           | Austragungsort                      |
| ---- | ----------------- | -------------------------------------------------------------------------------- | ------------------------------------------------------------------------------ | -------------------------------------------------------------------------------- | ----------------------------------- |
| 1991 | Open              |                                                                                  | NOE Roland Kraushofer Franz Michael Pratschner Walter Pöchhacker               |                                                                                  | SCW Wien                            |
| 1997 | Standard          | NOE Thomas Hinterberger Michael Pratschner Friedrich Ziebart                     | WIEN Peter Bauer Norbert Mühlbacher Robert Pichler                             | STMK Franz Volk Andreas Stettin Heinrich Maier                                   | SGW Leobersdorf                     |
| 2007 | Open              | STMK Alexander Volk Andreas Stettin Wolfram Hiebler Udo Loibner                  | TIROL Günter Weber Margit Steurer Gerhard Crepaz Martin Mair                   | WIEN Gabriele Kraushofer Harald Schallerbauer Markus Altmann Roland Kraufshofer  | PSSV Graz                           |
| 2007 | Standard          | OOE Klaus Mayerhofer Johann Baminger Gottfried Post Martin Kronberger            | WIEN Jürgen Stranz Mario Kneringer Robert Pichler Claus Slama                  | STMK Gernot Siber Leopold Rados Dietmar Pfeifer Bernd Jaklitsch                  | PSSV Graz                           |
| 2007 | Revolver          | OOE Martin Kronberger Kurt Partinger Richard Schaubmair Ernst Ausweger           | STMK Gernot Siber Dietmar Pfeifer Anton Fuchs Gerhard Stiegler                 | NOE Rudolf Willhalm Klaus Willhalm Erich Ferstl                                  | PSSV Graz                           |
| 2008 | Open              | STMK Alexander Volk Wolfram Hiebler Franz Volk Udo Loibner                       | WIEN Mario Kneringer Roland Kraushofer Markus Altmann Gabriele Kraushofer      | TIROL Günter Weber Margit Steurer Gerhard Crepaz Martin Mair                     | PSV Linz                            |
| 2008 | Standard          | OOE Johann Baminger Klaus Hörmanseder Klaus Mayhofer Martin Kronberger           | NOE Leo Strohmayer Hermann Kirchweger Friedrich Ziebart Christian Breitler     | STMK Gernot Siber Bernd Jaklitsch Dietmar Pfeifer Gerhard Edelmann               | PSV Linz                            |
| 2008 | Revolver          | NOE Hermann Kirchweger Peter Zöchlinger Rudolf Willhalm Josef Herbeck            | OOE Martin Kronberger Richard Schaubmair Kurt Partinger Ernst Ausweger         | STMK Gernot Siber Dietmar Pfeifer Wolfgang Koch                                  | PSV Linz                            |
| 2009 | Open              | WIEN Mario Kneringer Gabriele Kraushofer Harald Schallerbauer Roland Kraushofer  | STMK Alexander Volk Franz Volk Wolfram Hiebler Udo Loibner                     | TIROL Günter Weber Margit Steurer Gerhard Crepaz Paul Schmutzer                  | SCW Wien                            |
| 2009 | Production        | WIEN Dominik Stepan Günther Kahry Roland Römiger Otto Hold                       | NOE Friedrich Ziebart Bosko Rasovic Christian Breitler Andreas Hutterer        | VBG Markus Huber Alois Schelling Gerald Hölzl Peter Deflorian                    | SCW Wien                            |
| 2009 | Standard          | OOE Johann Baminger Klaus Hörmanseder Gottfried Post Martin Kronberger           | NOE Edgar Praschinger Dietmar Rauscher Michael Kamler Reinhard Arlt            | STMK Gernot Siber Bernd Jaklitsch Dietmar Pfeifer Andreas Paumann                | SCW Wien                            |
| 2009 | Revolver          | NOE Hermann Kirchweger Christian Breitler Josef Herbeck Rudolf Willhalm          | OOE Martin Kronberger Kurt Partinger Richard Schaubmair                        | STMK Dietmar Pfeifer Anton Fuchs Gerhard Gingl Günter Bürger                     | SCW Wien                            |
| 2010 | Open              | STMK Alexander Volk Franz Volk Udo Loibner Hartmut Weber                         | WIEN Mario Kneringer Harald Schallerbauer Gabriele Kraushofer Claus Slama      | KTN Stefan Zeindl Andreas Stettin Gernot Siber Philipp Trattler                  | PSV Linz-Steyregg                   |
| 2010 | Production        | OOE Gottfried Post Reinhard Handl Johann Baminger Klaus Hörmanseder              | KTN Andreas Stettin Gernot Siber Thomas Ertl Stefan Zeindl                     | BGLD Gerald Reiter Jürgen Stranz Dietmar Knopf Roland Mittermaier                | PSV Linz-Steyregg                   |
| 2010 | Standard          | KTN Gernot Siber Andreas Stettin Stefan Zeindl Thomas Marinitsch                 | OOE Klaus Hörmanseder Martin Kronberger Robert Hasenkopf Reinhard Handl        | BGLD Jürgen Stranz Gerald Reiter Roland Mittermaier Robert Horvath               | PSSV Graz                           |
| 2010 | Revolver          | OOE Martin Kronberger Richard Schaubmair Robert Hasenkopf Ernst Ausweger         | NOE Hermann Kirchweger Josef Herbeck Christian Breitler Edgar Praschinger      | KTN Gernot Siber Thomas Ertl Philipp Trattler Günter Bürger                      | PSSV Graz                           |
| 2011 | Open              | WIEN Mario Kneringer Gabriele Kraushofer Ralp Leutgeb Harald Schallerbauer       | KTN Stefan Zeindl Andreas Stettin Gernot Siber Philipp Trattler                | TIROL Günter Weber Margit Steurer Günter Leitner Paul Schmutzer                  | SCW Wien                            |
| 2011 | Production        | BGLD Gerald Reiter Jürgen Stranz Philipp Passesreiter Christian Graner           | NOE Bosko Rasovic Dietmar Rauscher Andreas Eichinger Peter Zöchlinger          | KTN Gernot Siber Andreas Stettin Georg Brenner Stefan Zeindl                     | SCW Wien                            |
| 2011 | Standard          | OOE Gottfried Post Martin Kronberger Klaus Hörmanseder Reinhard Handl            | BGLD Jürgen Stranz Gerald Reiter Wolfgang Kugler Philipp Passesreiter          | KTN Gernot Siber Andreas Stettin Thomas Ertl Georg Brenner                       | PSV Linz-Steyregg                   |
| 2011 | Revolver          | NOE Rudolf Willhalm Jun. Edgar Praschinger Peter Zöchlinger Reschenhofer Roman   | KTN Gernot Siber Thomas Ertl Andreas Stettin Philipp Trattler                  | OOE Martin Kronberger Robet Kroiss                                               | PSV Linz-Steyregg                   |
| 2012 | Open              | STMK Alexander Volk Franz Volk Andreas Stettin Udo Loibner                       | WIEN Mario Kneringer Harald Schallerbauer Gabriele Kraushofer Ralph Leutgeb    | OOE Wolfgang Fritzl Notburga Hasenkopf Wilfried Fischer Heinrich Neumeier        | PSSV Graz                           |
| 2012 | Production        | STMK Gernot Siber Andreas Stettin Hans Georg Koller Christoph Fischer            | OOE Andreas Oriol Reinhard Handl Manfred Winkler Klaus Hörmanseder             | WIEN Mario Kneringer Michael Kamler Thomas Benesch Arthur Pavlasek               | PSSV Graz                           |
| 2012 | Standard          | BGLD Gerald Reiter Jürgen Stranz Robert Horvath Johann Lang                      | OOE Klaus Hörmanseder Reinhard Handl Martin Kronberger Gottfried Post          | NOE Dietmar Rauscher Edgar Praschinger Bosko Rasovic Alexander Eisl              | PSSV Graz                           |
| 2012 | Revolver          | NOE Hermann Kirchweger Edgar Praschinger Rudolf Willhalm Jun. Roman Reschenhofer | OOE Martin Kronberger Robert Kroiss Richard Schaubmair Dieter Laiss            | STMK Gernot Siber Heinz Christian Hofer Dietmar Pfeifer Wolfgang                 | PSSV Graz                           |
| 2013 | Open              | WIEN Mario Kneringer Roland Kraushofer Claus Slama Ralph Leutgeb                 | STMK Alexander Volk Franz Volk Gernot Siber                                    | OOE Wilfried Fischer Klaus Hörmanseder Wolfram Hiebler Wolfgang Fritzl           | SCW Wien                            |
| 2013 | Production        | OOE Reinhard Handl Andreas Oriol Gottfried Post Manfred Winkler                  | NOE Bosko Rasovic Dietmar Rauscher Maximilian Huber Simon Heiligenbrunner      | BGLD Gerald Reiter Jürgen Stranz Johann Stranz Robert Horvath                    | SCW Wien                            |
| 2013 | Standard          | OOE Reinhard Handl Klaus Hörmanseder Gottfried Post Martin Kronberger            | NOE Hermann Kirchweger Bosko Rasovic Dietmar Rauscher Maximilian Huber         | BGLD Jürgen Stranz Gerald Reiter Michael Szokoll Robert Horvath                  | PSSV Graz                           |
| 2013 | Revolver          | NOE Hermann Kirchweger Edgar Praschinger Rudolf Willhalm Roman Reschenhofer      | OOE Martin Kronberger Reinhard Handl Robert Kroiss Richard Schaubmair          | STMK Gernot Siber Heinz Christian Hofer Dietmar Pfeifer                          | PSSV Graz                           |
| 2014 | Open              | WIEN Mario Kneringer Ralph Leutgeb Roland Kraushofer Claus Slama                 | STMK Alexander Volk Andreas Stettin Gernot Siber Franz Volk                    | NOE Roman Reschenhofer Norbert Dotter Alexander Eisl Michael Aigner              | SCW Wien                            |
| 2014 | Production        | OOE Andreas Oriol Reinhard Handl Gottfried Post Johann Baminger                  | WIEN Mario Kneringer Gerald Stacherl Michael Kamler Thomas Benesch             | NOE Bosko Rasovic Maximilian Huber Dietmar Rauscher Christian Pawle              | SCW Wien                            |
| 2014 | Standard          | OOE Reinhard Handl Gottfried Post Klaus Hörmanseder Martin Kronberger            | BGLD Jürgen Stranz Gerald Reiter Johann Lang Robert Horvath                    | WIEN Mario Kneringer Gerald Stacherl Claus Slama Michael Bogner                  | PSSV Graz                           |
| 2014 | Revolver          | OOE Martin Kronberger Robert Kroiss Reinhard Handl Manfred Einrahmhof            | NOE Roman Reschenhofer Rudolf Willhalm Edgar Praschinger Peter Zöchlinger      | BGLD Gerald Reiter Manuel Schnaitt Walter Wellendorf Wolfgang Kugler             | PSSV Graz                           |
| 2014 | Classic           | WIEN Gerald Stacherl Mario Kneringer Markus Stutterecker Claus Slama             | NOE Maximilian Huber Christian Breitler Dietmar Rauscher Marcus Karlin         | STMK Gernot Siber Andreas Stettin Franz Volk Dietmar Pfeifer                     | SCW Wien                            |
| 2016 | Open              | NOE Rudolf Wilham Jun. Edgar Praschinger Bosko Rasovic Alexander Eisl            | WIEN Mario Kneringer Ralph Leutgeb Claus Slama Walter Soucek-Rädler            | STMK Alexander Volk Heimo Hintermüller Franz Volk Gernot Sieber                  | PSSV Graz                           |
| 2016 | Standard          | BGLD Jürgen Stranz Gerald Reiter Johann Lang Robert Horvath                      | OOE Gottfried Post Reinhard Handl Klaus Hörmanseder Martin Kornberger          | NOE Bosko Rasovic Maximilian Huber Sebastian Spring Rene Berger                  | PSSV Graz                           |
| 2016 | Production        | WIEN Mario Kneringer Gerald Stacherl Bernhard Schlegl Michael Karges             | OOE Andreas Oriol Manfred Winkler Klaus Hörmanseder Johann Baminger            | STMK Hans-Georg Koller Andreas Gaberscik Patrick Stremitzer Michael Freiberger   | PSSV Graz                           |
| 2016 | Revolver          | OOE Reinhard Handl Robert Kroiss Martin Kronberger Erich Bohn                    | BGLD Reiter gerald Johann Lang Manuel Schnaitt Desiree Schnaitt                | NOE Wilham Rudolf jun. Werner Feiertag Michael Katscher Alexander Eisl           | PSSV Graz                           |
| 2016 | Classic           | NOE Maximilian Huber Bosko Rasovic Dietmar Rauscher Christian Breitler           | BGLD Gerald Reiter Johann Lang Manuel Schnaitt Jürgen Schmidt                  | WIEN Mario Kneringer Gerald Stacherl Peter Weghofer Erwin Kochmann               | PSSV Graz                           |
| 2017 | Open              | WIEN Mario Kneringer Martin Theilinger Claus Slama Walter Soucek-Rädler          | NOE Edgar Praschinger Gabriele Kraushofer Roland Kraushofer Rudolf Wilham jun. | STMK Alexander Volk Heimo Hintermüller Franz Volk Christoph Ebner                | PSSV Graz                           |
| 2017 | Standard          | BGLD Gerald Reiter Jürgen Stranz Michael Szokoll Johann Lang                     | OOE Reinhard Handl Klaus Hörmanseder Manfred Winkler Walter Hochholdinger      | NOE Bosko Rasovic Maximilian Huber Simon Heiligenbrunner Martin Messerschmidt    | SSV Vöcklabruck                     |
| 2017 | Production        | NOE Bosko Rasovic Simon Heiligenbrunner Maximilian Huber Martin Messerschmidt    | BGLD Gerald Reiter Jürgen Stranz Johan Lang Robert Horvath                     | OOE Benjamin Thallinger Christoph Reitter David Stundner Walter Hochholdinger    | PPSV Graz                           |
| 2017 | Revolver          | BGLD Gerald Reiter Johann Lang Manuel Schnaitt Jürgen Schmidt                    | NOE Hermann Kirchweger Peter Zöchlinger Edgar Praschinger Erich Ferstl         | OOE Robert Kroiss Erich Bohrn Richard Schaubmair Manfred Einrahmhof              | SSV Vöcklabruck                     |
| 2017 | Classic           | NOE Maximilian Huber Bosko Rasovic Dietmar Rauscher Markus Königsberger          | BGLD Gerald Reiter Johann Lang Manuel Schnaitt Jürgen Schmidt                  | KNT Stefan Zeindl Thomas Arnold Bernhard Perchthaler Martin Urbanz               | PSSV Graz                           |
| 2018 | Open              | WIEN Mario Kneringer Martin Theilinger Claus Slama Ralph Leutgeb                 | BGLD Gerald Reiter Lukas Kutschi Manuel Schnaitt Ronald Putz                   | STMK Alexander Volk Franz Volk Christoph Ebner Fuchs Anton                       | PSSV Graz                           |
| 2018 | Standard          | OOE Reinhard Handl Gottfried Post Klaus Hörmanseder Andreas Oriol                | NOE Bosko Rasovic Leo Strohmayer Maximilian Huber Simon Heiligenbrunner        | BGLD Jürgen Stranz Gerald Reiter Lukas Kutschi Robert Horvath                    | SSV Vöcklabruck                     |
| 2018 | Production        | OOE Benjamin Thallinger Andreas Oriol Manfred Winkler Christoph Reitter          | NOE Bosko Rasovic Martin Messerschmidt Simon Heiligenbrunner Maximilian Huber  | STMK Klaus Gasteiger Patrick Stremitzer Hans-Georg Koller Thomas Hasenbacher     | PSSV Graz                           |
| 2018 | Revolver          | BGLD Gerald Reiter Johann Lang Otmar Lorenz Manuel Schnaitt                      | NOE Edgar Praschinger Roman Reschenhofer Josef Herbeck Hermann Kirchweger      | OOE Robert Kroiss Richard Schaubmair Manfred Einrahmhof                          | SSV Vöcklabruck                     |
| 2018 | Classic           | NOE Dietmar Rauscher Maximilian Huber Bosko Rasovic Alexander Kastner            | BGLD Gerald Reiter Johann Lang Otmar Lorenz Manuel Schnaitt                    | STMK Christoph Fischer Michael Freiberger Alexander Volk Dietmar Pfeifer         | PSSV Graz                           |
| 2019 | Open              | WIEN Mario Kneringer Martin Theilinger Claus Slama Michael Krautsdorfer          | STMK Alexander Volk Franz Volk Wolfram Hiebler Norman Gaß                      | NOE Edgar Praschinger Roman Reschenhofer Christian Maierhofer Rudolf Willhalm    | SCW Wien                            |
| 2019 | Standard          | OOE Reinhard Handl Gottfried Post Manfred Winkler Thomas Birner                  | NOE Simon Heiligenbrunner Leo Strohmayer Bosko Rasovic                         | BGLD Jürgen Stranz Otmar Lorenz Michael Szokoll Andreas Gruber                   | SSV Vöcklabruck                     |
| 2019 | Production        | OOE Benjamin Thallinger Andreas Oriol David Stundner Thomas Lechner              | NOE Bosko Rasovic Simon Heiligenbrunner Alexander Kastner Maximilian Huber     | WIEN Martin Thaler Dominik Stepan Thomas Benesch Bernhard Schlegl                | SCW Wien                            |
| 2019 | Production Optic  | BGLD Gerald Reiter Manuel Schnaitt Lukas Kutschi Martin Prandstötter             | NOE Martin Meißner Maximilian Huber Rainer Ulreich Jürgen Gebhardt             | WIEN Martin Thaler Rudolf Dastych Alphons Leo Peter Veress                       | SSV Vöcklabruck                     |
| 2019 | Revolver          | BGLD Gerald Reiter Johann Lang Otmar Lorenz Doris Reiter                         | NOE Hermann Kirchweger Thomas Kehr Werner Dostal Josef Herbeck                 | OOE Robert Kroiss Erich Bohn Nikolaus Stelzmüller                                | SCW Wien                            |
| 2019 | Classic           | NOE Alexander Kastner Markus Ebner Dietmar Rauscher Sascha Weiss                 | STMK Michael Freiberger Christoph Fischer Dietmar Pfeifer Andreas Schaffer     | NOE Michael Lindenbauer Stefan Maschler Christian Breitler Michael Katscher      | SSV Vöcklabruck                     |
| 2020 | Open              | WIEN Mario Kneringer Martin Theilinger Claus Slama Michael Krautstorfer          | BGLD Gerald Reiter Manuel Schnaitt Lukas Kutschi Wolfgang Kugler               | NOE Edgar Praschinger Rudolf Willhalm Roman Reschenhofer Edeltraud Aigner        | SCW Wien                            |
| 2020 | Standard          | NOE Simon Heiligenbrunner Maximilian Huber Alexander Kastner Markus Ebner        | OOE Benjamin Thallinger Reinhard Handl Christoph Reitter Thomas Häupl          | BGLD Jürgen Stranz Otmar Lorenz Johann Lang Stefan Hayduk                        | SCW Wien                            |
| 2020 | Production Optic  | NOE Martin Meissner Rainer Ulreich Bosko Rasovic Jürgen Gebhardt                 | OOE Andreas Oriol Markus Meindl Stefan Dörsch Martin Hummer                    | WIEN Martin Thaler Markus Stutterecker Leo Alphons Markus Drexler                | SCW Wien                            |
| 2021 | PCC               | WIEN Martin Thaler Martin Theilinger Mario Kneringer Andreas Leizinger           | OOE Stefan Dörsch Manuel Stogmeyer Rupert Kloesch David Stundner               | NOE Dieter Scherz Günter Stacher Markus Pevek Marcus Karlin                      | SSV Vöcklabruck                     |
| 2021 | Open              | BGLD Gerald Reiter Manuel Schnaitt Lukas Kutschi Desiree Schnaitt                | WIEN Mario Kneringer Martin Theilinger Claus Slama Angel Angelov               | NOE Rudolf Willhalm Christian Maierhofer Michael Linauer Günter Stacher          | SCW Wien                            |
| 2021 | Standard          | NOE Maximilian Huber Simon Heiligenbrunner Alexander Kastner Markus Ebner        | STMK Hans Georg Koller Klaus Gasteiger Mark Schröfl Adrian Wurm                | OOE Reinhard Handl Manfred Winkler Christan Hochholdinger Thomas Häupl           | SCW Wien                            |
| 2021 | Production Optic  | NOE Rainer Ulreich Martin Meissner Christoph Mayrhofer Jürgen Gebhardt           | WIEN Martin Thaler Markus Stutterecker Jürgen Fischinger Peter Veress          | OOE Stefan Dörsch Rupert Klösch Martin Hummer Jürgen Streber                     | SCW Wien                            |
| 2022 | Standard          | WIEN Rainer Ulreich Mario Kneringer Thomas Benesch Michael Bücking               | NOE Bosko Rasovic Simon Heiligenbrunner Philipp Dolezal Christoph Mayrhofer    | OOE Reinhard Handl Klaus Hörmanseder Christoph Reitter Thomas Häupl              | SGW Leobersdorf                     |
| 2022 | Classic           | NOE Alexander Kastner Maximilian Huber Christian Breitler Michael Lindenbauer    | BGLD Otmar Lorenz Lukas Kutschi Martin Ehn                                     | STMK Christoph Fischer Dietmar Pfeifer Andreas Schaffer                          | SGW Leobersdorf                     |
| 2022 | Revolver          | BGLD Gerald Reiter Johann Lang Andreas Gruber Jürgen Schmidt                     | NOE Hermann Kirchweger Martin Honeder Martin Meissner Josef Herbeck            | OOE Robert Kroiss Nikolaus Stelzmüller                                           | SGW Leobersdorf                     |
| 2023 | Mini Rifle        | NOE Martin Theilinger Günter Stacher Marcus Karlin Markus Pevek                  | WIEN Martin Thaler Markus Benes Thomas Benesch Mario Kneringer                 | NOE Dieter Scherz Edgar Praschinger Robert Ladisich Peter Birner                 | SCW Wien                            |
| 2023 | Production        | NOE Simon Heiligenbrunner Rainer Ulreich Bosko Rasovic Philipp Dolezal           | OOE Andreas Oriol Reinhard Handl Manfred Winkler Martin Hummer                 | STMK Thomas Hasenbacher Patrick Stremitzer Rosenauer Christian                   | SSV Vöcklabruck                     |
| 2023 | Classic           | NOE Alexander Kastner Markus Ebner Maximilian Huber Christian Breitler           | WIEN Thomas Benesch Markus Stutterecker Daniel Polt                            | SBG Thiemo Altenreiter Robert Hasenkopf Markus Helminger                         | SSV Vöcklabruck                     |
| 2023 | Revolver          | BGLD Gerald Reiter Johann Lang Andreas Gruber Jürgen Schmidt                     | OOE Robert Kroiss Nikolaus Stelzmüller Richard Schaubmair Franz Mayr           | NOE Hermann Kirchweger Martin Honeder Martin Meissner Werner Feyertag            | SSV Vöcklabruck                     |
| 2023 | PCC               | NOE Markus Pevek Günter Stacher Marcus Karlin Martin Theilinger                  | OOE Johann Baminger Stefan Dörsch Manuel Stogmeyer Rupert Klösch               | BGLD Gerald Reiter Martin Prandstötter Christoph Kastl Reinhard Artner           | Shootingpark Leobersdorf            |
| 2024 | Mini Rifle        | NOE Martin Theilinger Günter Stacher Marco Beisteiner Michael Krychl             | WIEN Martin Thaler Michael Röhrenbacher Peter Jatschka Thomas Geringer         | BGLD Martin Prandstötter Christoph Kastl Lukas Kutschi Reinhard Artner           | SSV Matzendorf-Hölles               |
| 2024 | Production        | NOE Rainer Ulreich Simon Heiligenbrunner Bosko Rasovic Alexander Kastner         | STMK Klaus Gasteiger Christoph Fischer Thomas Hasenbacher Christian Rosenauer  | WIEN Dominik Stepan Thomas Benesch Martin Thaler Hrvoje Katadzic                 | Feuerschützenverein 1864 Amstetten  |
| 2024 | Open              | NOE Rudolf Willhalm Raphael Till Christoph Mayrhofer Leo Strohmayer              | STMK Alexander Volk Hans Georg Koller Wolfram Hiebler Franz Volk               | WIEN Angel Angelov Georg Müller Markus Stutterecker Michael Krautstorfer         | Feuerschützenverein 1864 Amstetten  |
| 2024 | Revolver          | BGLD Gerald Reiter Johann Lang Andreas Gruber Doris Reiter                       | OOE Robert Kroiss Nikolaus Stelzmüller Richard Schaubmair                      | NOE Hermann Kirchweger Martin Meissner Martin Honeder Werner Feyertag            | Feuerschützenverein 1864 Amstetten  |
| 2024 | Standard          | STMK Hans Georg Koller Klaus Gasteiger Alexander Baar Christian Rosenauer        | NOE Simon Heiligenbrunner Bosko Rasovic Rainer Ulreich Michael Leitner         | OOE Andreas Oriol Klaus Hörmanseder Nikolaus Stelzmüller Robert Kroiss           | Puntigamer Sportschützenverein Graz |
| 2024 | Production Optics | WIEN Martin Thaler Martin Rief Fabio Eppensteiner Ronnie Böhm                    | OOE Horst Holzinger Reinhard Handl Chen Shang-Tun Martin Hummer                | BGLD Jakob Ritter Philipp Dolezal Oliver Cruz Walter Heckenast                   | Puntigamer Sportschützenverein Graz |
| 2024 | Classic           | NOE Alexander Kastner Markus Ebner Maximilian Huber                              | STMK Christoph Fischer Franz Volk Julius Jr. Sirk                              | WIEN Markus Stutterecker Daniel Polt Roman Pfeisinger Reinhard Prazsky-Eichinger | Puntigamer Sportschützenverein Graz |
| 2024 | PCC               | OOE Stefan Dörsch Johann Baminger Manuel Stogmeyer Reinhard Handl                | NOE Michael Linauer Markus Pevek Marcus Karlin Bernhard Moser                  | NOE Martin Thaler Michael Röhrenbacher Christian Schwarz Thomas Benesch          | SSV Vöcklabruck                     |
| 2025 | Mini Rifle        | NOE Martin Theilinger Günter Stacher Marco Beisteiner Marcus Karlin              | BGLD Martin Prandstötter Lukas Kutschi Reinhard Artner Stefan Hausberger       | WIEN Martin Thaler Sascha Vidovic Barbara Weissnegger Peter Jatschka             | SSC Matzendorf-Hölles               |